# Hylopezus perspicillatus
Hylopezus perspicillatus là một loài chim trong họ Grallariidae.